# Слов'янець
«Слов'янець»  — український футбольний клуб з міста Конотоп Сумської області. Проводив домашні матчі на стадіоні «Юність».

## Історія
Клуб заснований на початку 90-х років XX століття та спочатку брав участь у змаганнях місцевого рівня. У сезоні 1996/97 років команда дебютувала в аматорському чемпіонаті (у якому змогла посісти друге місце у своїй групі, пропустила вперед лише роменський «Електрон») та кубку України. Вже напередодні початку сезону 1997/98 років заявлений для участі у другій лізі. Дебютну гру на професійному рівні команда провела 31 червня 1997 року, у Стаханові поступившись місцевому «Шахтарю» з рахунком 3:0. Незважаючи на невдалий початок, «Слов'янець» завершив чемпіонат на досить високому 7-му місці у турнірній таблиці своєї групи, проте для участі у наступному сезоні другої ліги команда вже не заявлялася. Після цього клуб взяв участь в аматорському чемпіонаті України, однак, відіграв півроку й знявся з турніру та незабаром був розформований. Протягом виступів на професійному рівні головним тренером команди працював Олександр Грязєв.

## Виступи в чемпіонатах України
| Сезон   | Дивізіон           | Місце в чемпіонаті | Іг | В  | Н  | П | ЗМ | ПМ | О  | Кубок України   |
| ------- | ------------------ | ------------------ | -- | -- | -- | - | -- | -- | -- | --------------- |
| 1997/98 | Друга ліга України | 7 з 17             | 30 | 11 | 12 | 7 | 27 | 27 | 45 | Попередній етап |